# بالاد (ادبیات)

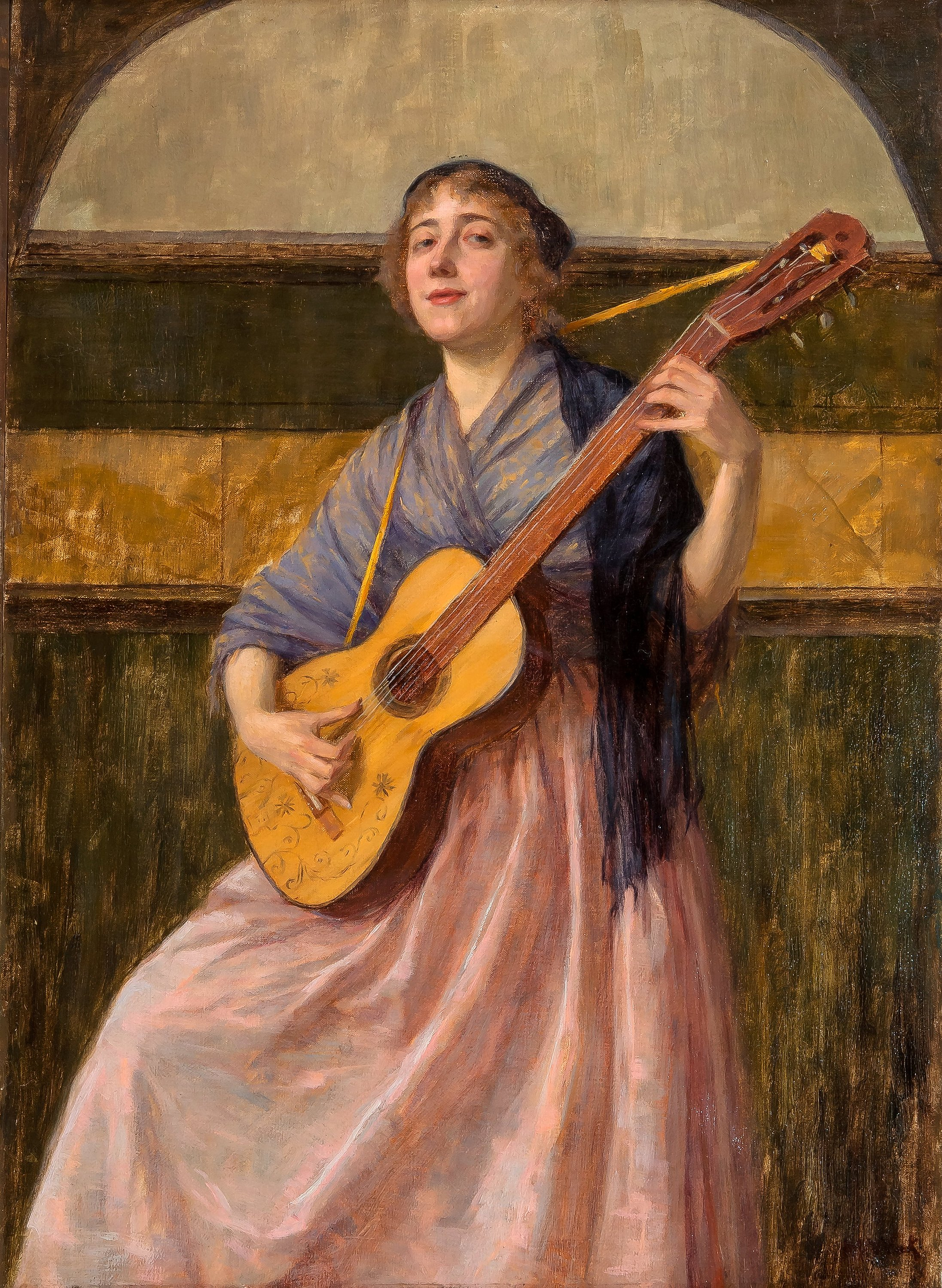
«بالاد» (۱۸۹۸) اثر ماریا وییک

بالاد (به انگلیسی: Ballad) به معنی تصنیف یا افسانه‌سرایی قالبی منظوم و معمولاً روایتگونه در ادبیات جهان است که از شعرها و آهنگهای انگلیسی و ایرلندی اواخر سده‌های میانی شروع شد و تا سده ۱۹ (میلادی) در سراسر اروپا، و بعد از آن در ایالات متحده آمریکا، استرالیا و شمال آفریقا مورد استفاده قرار گرفت. این قالب از سده ۱۸ (میلادی) توسط شاعران و آهنگ‌سازان برای شعر و تصنیف بزمی به‌کار برده می‌شد اما در پایان سده ۱۹ (میلادی) بیشتر به‌عنوان قالبی برای اشعار عاشقانهٔ عامه‌پسند به‌کار می‌رفت. امروزه، بالاد مترادفی برای هر نوع شعر و آهنگ عاشقانه در موسیقی عامه‌پسند و موسیقی راک است.

## تعریف
تعریف بالاد مورد اختلاف بوده‌است اما یکی از تعاریفی که مورد پذیرش عموم است چنین است: بالاد یک قالب شعری است که باید با آوایی موزون یا با آواز خوانده بشود.